# Rue Hélène-Jakubowicz
Pour les articles homonymes, voir Jakubowicz.
La rue Hélène-Jakubowicz est une voie du 20e arrondissement de Paris, en France.

## Situation et accès
La rue Hélène-Jakubowicz est une voie publique située dans le 20e arrondissement de Paris. Elle débute au 99, rue Villiers-de-l'Isle-Adam et se termine au 144, rue de Ménilmontant.

## Origine du nom

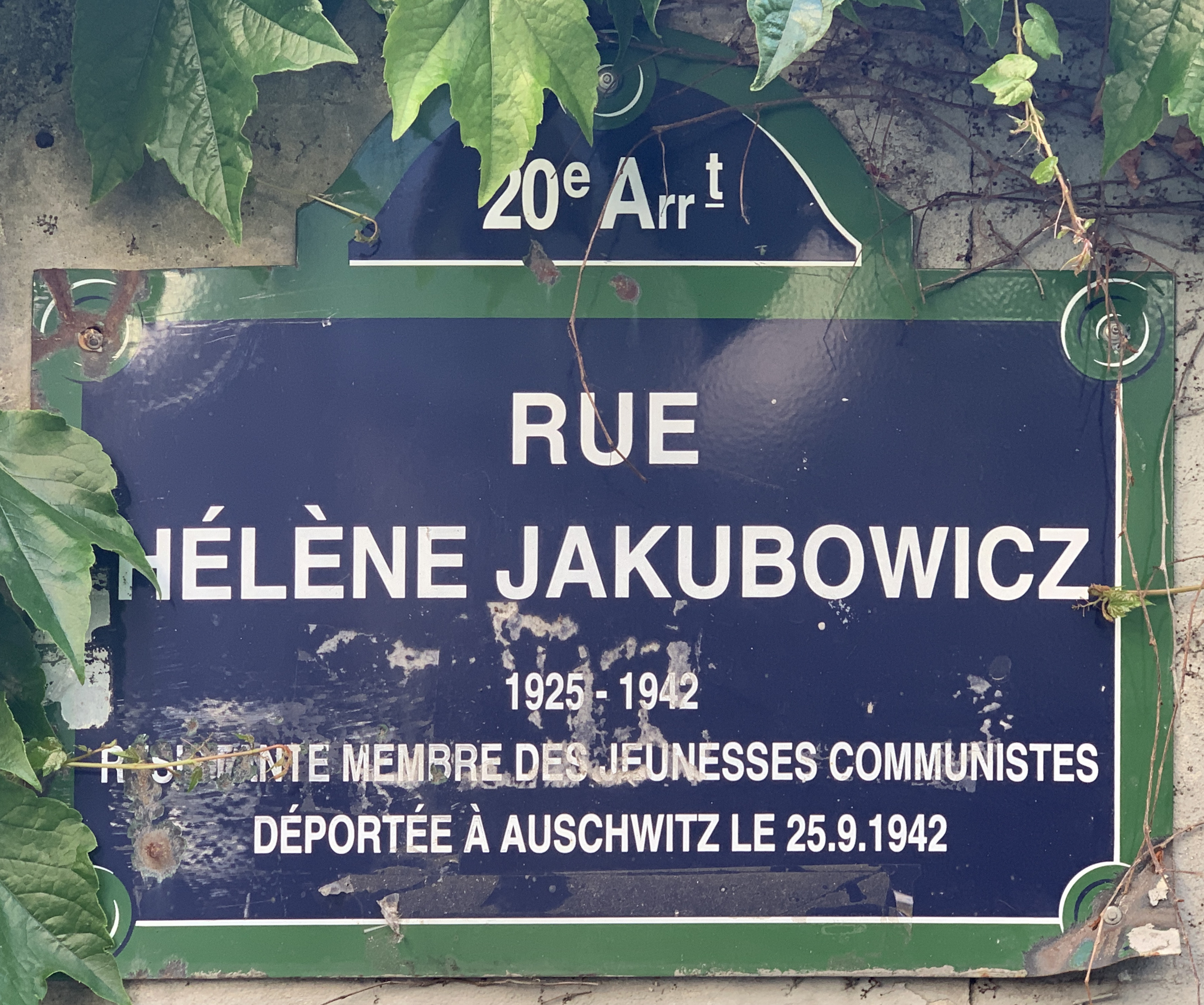
Plaque de la rue.

La rue est nommée en l'honneur d'Hélène Jakubowicz (1925-1942), qui habitait le quartier. Résistante membre des Jeunesses communistes, elle mourut en déportation à Auschwitz âgée de 17 ans,.

## Historique

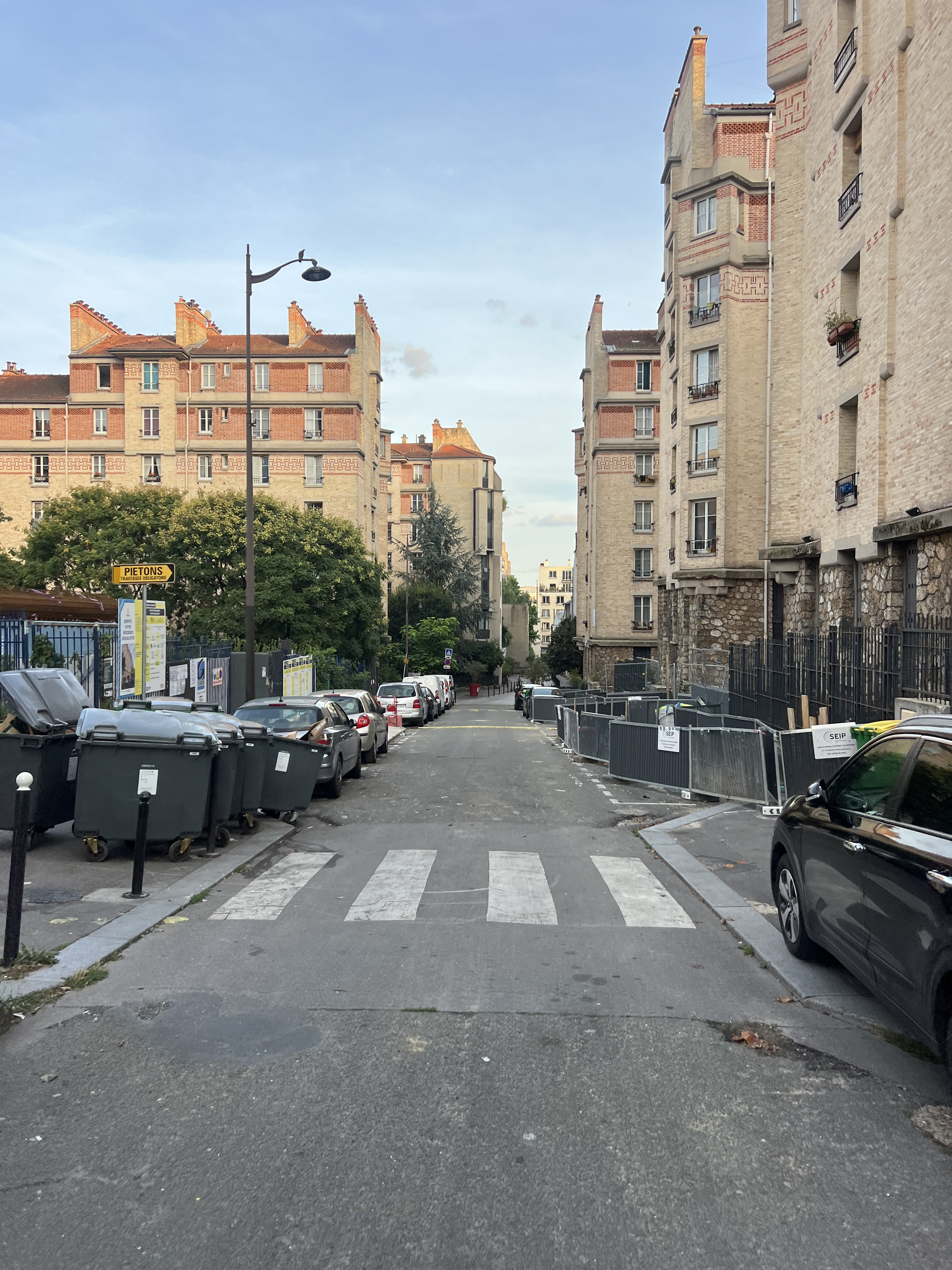
La rue au niveau des HBM.

Cette rue a été ouverte en deux phases :
1. la partie située entre le 15, rue Hélène-Jakubowicz et la rue de Ménilmontant est ouverte sous le nom provisoire de « voie DU/20 » avant de prendre sa dénomination actuelle par un arrêté municipal du 31 octobre 1996 ;
2. la section qui débute rue Villiers-de-l'Isle-Adam et qui finit au 15, rue Hélène-Jakubowicz, située sur l'ancienne commune de Belleville, appelée avant 1839 « impasse Sainte-Croix » puis « passage des Partants » (c'est-à-dire des gens partant de Belleville pour aller à Paris), avant de prendre le nom « impasse Villiers-de-l'Isle-Adam » par un arrêté du 1er février 1877 puis le nom de « rue Hélène-Jakubowicz » par un arrêté municipal du 11 juin 2003.

La première section, au croisement avec le no 140 rue de Ménilmontant est bordée par des immeubles HBM, conçus par l'architecte Louis Bonnier. Composé de bâtiments en peigne comptant 584 logements, ce grand ensemble (« cité Bonnier ») avec façade en briques est organisé autour d'un square, de nos jours jardin Pierre-Seghers. Les travaux, menés sur une parcelle de 12 000 m2, durent de 1922 à 1928.
La seconde section comporte une voie plus étroite que la première.